# Eduardo Torres (compositor)
Eduardo Torres Pérez (Albaida, 1872-Sevilla, 1934) fue un maestro de capilla, organista, compositor, crítico musical y director de coro español.

## Biografía
Nacido en 1872 en la localidad valenciana de Albaida, fue alumno de Salvador Giner y de Joan Baptista Guzmán en su etapa de infante de coro de la Catedral de Valencia.
Torres realizó estudios religiosos, y accedió así a las plazas de maestro de capilla de las catedrales de Tortosa en 1895, y de Sevilla en 1910, iniciando así su etapa más prolífica. Tuvo como discípulo, entre otros, al tenor Manuel Villalba.
Desempeñó la crítica musical de la edición sevillana del diario ABC desde 1929, y ejerció además el magisterio de música en el Hospital Provincial, en la Sociedad Económica de Amigos del País y en el Conservatorio.
Fallecido en 1934 en Sevilla, fue sucedido por Norberto Almandoz Mendizabal.

## Obra
Introdujo en la música religiosa las nuevas ideas del impresionismo.
Sus obras más conocidas son sus Saetas, una colección de piezas para órgano basadas en formas populares andaluzas.
Toda su amplia producción para órgano fue publicada bajo el título El organista español, convirtiéndose en precursor del espíritu nacionalista que secundaron Turina y Falla
Sus obras religiosas más destacadas son Motetes al Sagrado Corazón de Jesús y Ofertorio y plegaria
Compuso zarzuelas bajo el seudónimo de Matheu: El Puente de Triana, El secretario particular, La niña de las saetas, Un drama de Calderón, que cosechó gran éxito en el Teatro Infanta Isabel del Madrid del año 1919
Muy aficionado a los toros, compuso y registró el pasodoble Joseíto de Málaga en la Sociedad de Autores Españoles con el número 66746 dentro del repertorio de Pequeño Derecho